# Parafia Ewangelicko-Metodystyczna w Bydgoszczy
Parafia Ewangelicko-Metodystyczna w Bydgoszczy – zbór metodystyczny działający w Bydgoszczy, należący do okręgu zachodniego Kościoła Ewangelicko-Metodystycznego w RP.

## Historia parafii
Początek działalności Kościoła Metodystycznego w Bydgoszczy datuje się na 1921 rok, kiedy w kamienicy przy Starym Rynku 30 metodyści amerykańscy otworzyli tzw. Kuchnię Akademicką. Jadłodajnia została zlikwidowana w 1924 roku, ale idee metodystyczne padły w mieście na podatny grunt. W 1935 roku superintendent z Warszawy, Gaither P. Warfield założył samodzielny zbór metodystyczny w Bydgoszczy. 
Do wybuchu II wojny światowej zbór prowadził aktywną działalność charytatywną wśród bezrobotnych, natomiast działalność misyjna doprowadziła do utworzenia w 1938 roku placówki filialnej w Inowrocławiu. Do 1946 roku zbór nie miał własnej kaplicy. Nabożeństwa i spotkania odbywały się w wynajętych mieszkaniach.
W lutym 1946 roku władze miejskie przekazały metodystom opuszczony zespół kościelno-mieszkalny baptystów przy ul. Pomorskiej 41. Dzięki pomocy Światowej Rady Kościołów w Genewie obiekt zmodernizowano w latach 1966–1968, dzięki czemu stał się najnowocześniejszą placówką sakralną w całym Kościele Metodystycznym w Polsce. W latach powojennych następował powolny wzrost liczebny członków i sympatyków zboru. Działalność rozwijano w różnych dziedzinach, zwłaszcza na niwie ruchu ekumenicznego, działań edukacyjnych w szkole niedzielnej, inicjatyw integracyjno-wspólnotowych – w kołach Kobiet i Młodzieży.

## Pastorzy
- 1935–1936 – Ludwik Żółkiewicz
- 1936–1938 – Roman Kobyliński
- 1938–1939 i 1945–1946 – Michał Kośmiderski
- 1946–1949 – Aleksander Piekarski
- 1949–1951 – Stanisław Słotwiński
- 1951–1986 – Michał Jamny
- 1986–1990 – Edward Puślecki
- od 1990 – Janusz Olszański

## Współczesność
Parafia obejmuje teren miasta i okolic (powiat bydgoski). Zbór oraz kancelaria parafialna mieszczą się w kościele budynku znajdującym się przy ulicy Pomorskiej 41. Nabożeństwa odbywają się w każdą niedzielę o godzinie 10.30. Zbór prowadzi również pozaszkolny punkt katechetyczny.